# Street Hassle
Street Hassle es el octavo álbum de Lou Reed, editado en 1978 por Arista Records.
El disco es notable por haber sido el primer LP de rock publicado que emplea el llamado sistema de grabación binaural, además de contener tanto tomas en vivo como en estudio, grabadas entre Nueva York y Alemania.
Una vez más Reed incluyó una canción de su época con la Velvet Underground, en este caso es "Real Good Time Together".
El cantante Bruce Springsteen aparece en el segmento "Slipaway", incluido en el extenso tema que da título al álbum.

## Lista de canciones
1. "Gimmie Some Good Times" – 3:15
2. "Dirt" – 4:43
3. "Street Hassle" – 10:53
  1. "Waltzing Matilda" - 3:20
  2. "Street Hassle" - 3:31
  3. "Slipaway" - 4:02
4. "I Wanna Be Black" – 2:55
5. "Real Good Time Together" – 3:21
6. "Shooting Star" – 3:11
7. "Leave Me Alone" – 4:44
8. "Wait" – 3:13